# Tajik Air
Tajik Air, legalmente State Unitary Aviation Enterprise, è la compagnia aerea di bandiera del Tagikistan. Ha la sua sede e hub principale presso l'aeroporto di Dušanbe a Dušanbe; in passato, aveva anche un hub secondario all'aeroporto di Xuçand a Xuçand.

## Storia
Il primo volo operato dalla compagnia fu da Bukhara a Dušanbe il 3 settembre 1924 con uno Junkers F 13, dando inizio allo sviluppo dell'aviazione civile in Tagikistan. Il primo aereo apparve nella capitale due anni prima dell'auto e cinque anni prima del treno. Venne creato il complesso dell'aeroporto di Stalinabad e iniziarono le operazioni verso rotte oltre catene montuose del Pamir. Nel 1930 fu costruito un aeroporto di prima classe a Dushanbe, che divenne da subito l'hub della compagnia. Un anno dopo furono costruiti aeroporti a Kulyab, Garm, Panj e Dangara dove venivano operati voli regolari dalla capitale. L'aviazione del Tagikistan si sviluppò rapidamente con grazie anche all'espansione della flotta. Il trasporto aereo divenne un ramo essenziale dell'economia nazionale del paese. L'aviazione tagika forniva collegamenti regolari tra la capitale e gli insediamenti degli altipiani nelle valli difficili da raggiungere di Vanch, Rushan, Shugnan, Bartang, Yagnob e altri, riducendo il tempo di viaggio dei passeggeri delle regioni montuose del Pamirs, Karategin, valli fiorite di Vakhsh, Hissar di decine o centinaia di volte. Nel marzo 1937 venne formato il dipartimento territoriale tagiko della flotta aerea civile.
Nel 1945, il Dipartimento tagiko della flotta aerea civile (TU GVF) ricevette nuovi Lisunov Li-2 e Junkers Ju 52. Il primo volo dei Li-2 venne operato sulla rotta Stalinabad-Mosca. Negli anni cinquanta e sessanta, l'aviazione in Tagikistan era uno dei settori più sviluppati dell'economia nazionale della Repubblica. Dal 1951, gli Antonov An-2 furono utilizzati nella flotta del Dipartimento della flotta aerea civile del Tajik e nel 1954 furono introdotti gli Ilyushin Il-12 con cui fu operato il primo volo sulla rotta Stalinabad-Sochi. Tra il 1956 e il 1964, gli Ilyushin Il-14, Ilyushin Il-18 e Antonov An-6 (versione ad alta quota dell'An-2) si unirono alla flotta, così come gli elicotteri Mil Mi-4.
Gli aviatori del Tagikistan sono sempre stati in prima linea nello sviluppo del potenziale socioeconomico del paese. Per la prima volta nel 1959, B.M. Vorobiev fece atterrare un aereo (un An-6) sul ghiaccio del lago Sarez.
Nel 1959 venne fondata l'impresa aeronautica di Leninabad e, in un anno, fu fondato l'aeroporto di Kulyab. Il 3 marzo 1960, il terminal passeggeri e la pista furono messi in funzione. Venne aperto il percorso Stalinabad-Frunze-Alma-Ata-Novosibirsk. Negli anni '70 e '80, piloti e navigatori dell'Autorità per l'aviazione civile del Tagikistan iniziarono a pilotare velivoli come il Tupolev Tu-154, Yakovlev Yak-40, Antonov An-26 e Antonov An-28. Nel 1979, il primo volo per l'Afghanistan fu operato da un Il-18 in missione umanitaria. Nel 1984 venne introdotto il sistema di prenotazione automatica "Sirena" per la prenotazione dei posti sulle compagnie aeree nazionali. In 4 anni, l'autorità tagika per l'aviazione civile passò alle nuove condizioni di gestione e pianificazione.
Nel periodo 1990-1991, la flotta di aerei-elicotteri dell'impresa aeronautica venne ampliata con Ilyushin Il-76, Tupolev Tu-154M ed elicotteri Mil Mi-8. Fu costruito il primo transponder "Zardak" dell'Asia centrale e fu aperto il servizio aereo sulla rotta Dushanbe-Ürümqi.
Nel 1991, Aeroflot venne scissa dopo la caduta del muro di Berlino e i suoi reparti resi indipendenti. Ciò portò alla neonata Tajikistan Airlines. Nel 2007, la compagnia è stata ribattezzata Tajik Air.
Negli anni successivi alla scissione dall'Unione Sovietica, la compagnia ha rinnovato la propria flotta con aerei di costruzione occidentale andando a dismettere gli ormai obsoleti aerei sovietici.
Il 14 gennaio 2019, Tajik Air ha sospeso tutte le operazioni fino a novembre 2019. Da allora, la compagnia aerea ha ripreso le operazioni.

## Destinazioni
Al 2022, Tajik Air opera voli di linea internazionali e nazionali tra Cina, India, Iran, Russia e Tagikistan.

## Flotta

### Flotta attuale

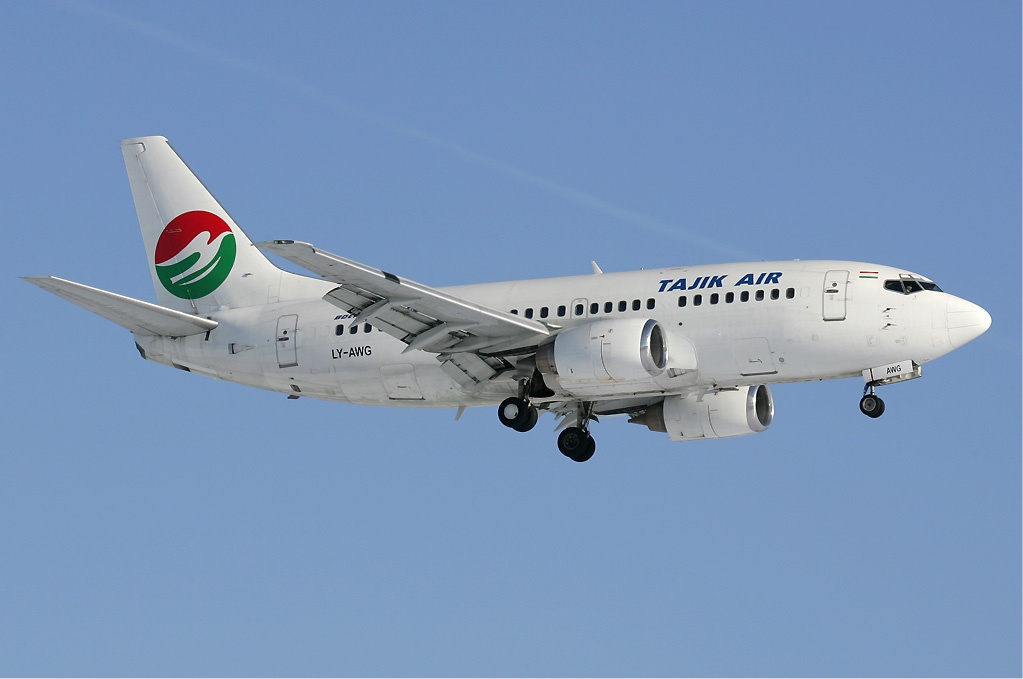
Un ex Boeing 737-500.

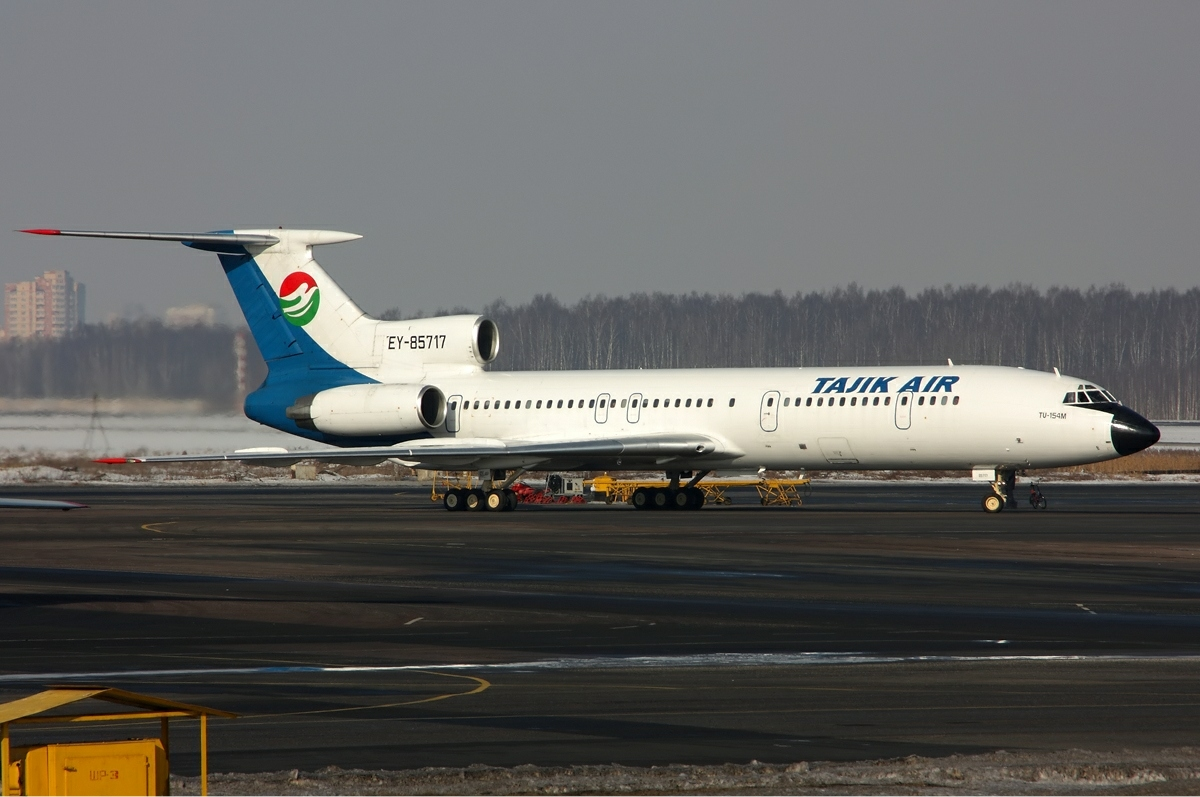
Un ex Tupolev Tu-154.

A maggio 2025 la flotta di Tajik Air è così composta:

### Flotta storica
Nel corso degli anni Tajik Air ha operato con i seguenti aeromobili: